# باك إم إف آي-17 مشكاك
طائرة باكستان لصناعة الطيران إم إف آي-17 مشكاك هي طائرة تدريب أساسية متعددة المهام، صممت لتلبية احتياجات التدريب الجوي والعمليات الأرضية المتنوعة. تُعد نسخة مطورة من طائرة ساب سفاري الشهيرة، وتم تصنيعها محليًا في باكستان ضمن مجمع باكستان للطيران. تتميز هذه الطائرة بقدرتها على تنفيذ مناورات جوية كاملة، مما يجعلها خيارًا فعالًا لتأهيل الطيارين الجدد ودعم العمليات المختلفة في القوات الجوية. كما توفر النسخة المطورة “باك سوبر مششك” تحسينات إضافية لتعزيز الأداء والكفاءة التشغيلية.
حتى عام 2022، كان هناك 477 طائرة من طرازات MFI-15 وMFI-17 وMFI-395 قيد الاستخدام، مما يجعلها من أكثر طائرات التدريب انتشارًا في العالم.النص هنا.

## التطوير

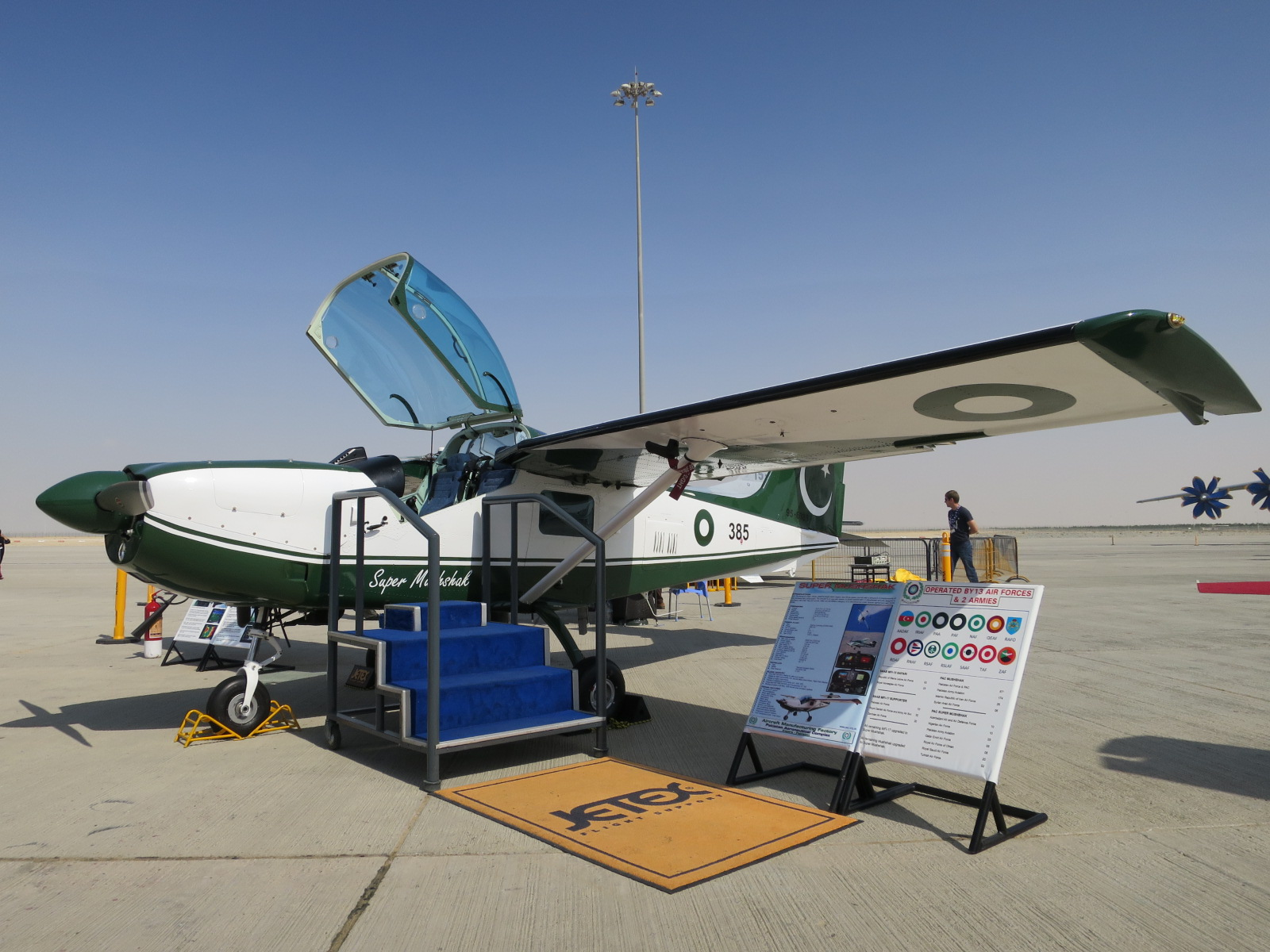
طائرة باكستان لصناعة الطيران سوبر مششك في معرض دبي للطيران 2017

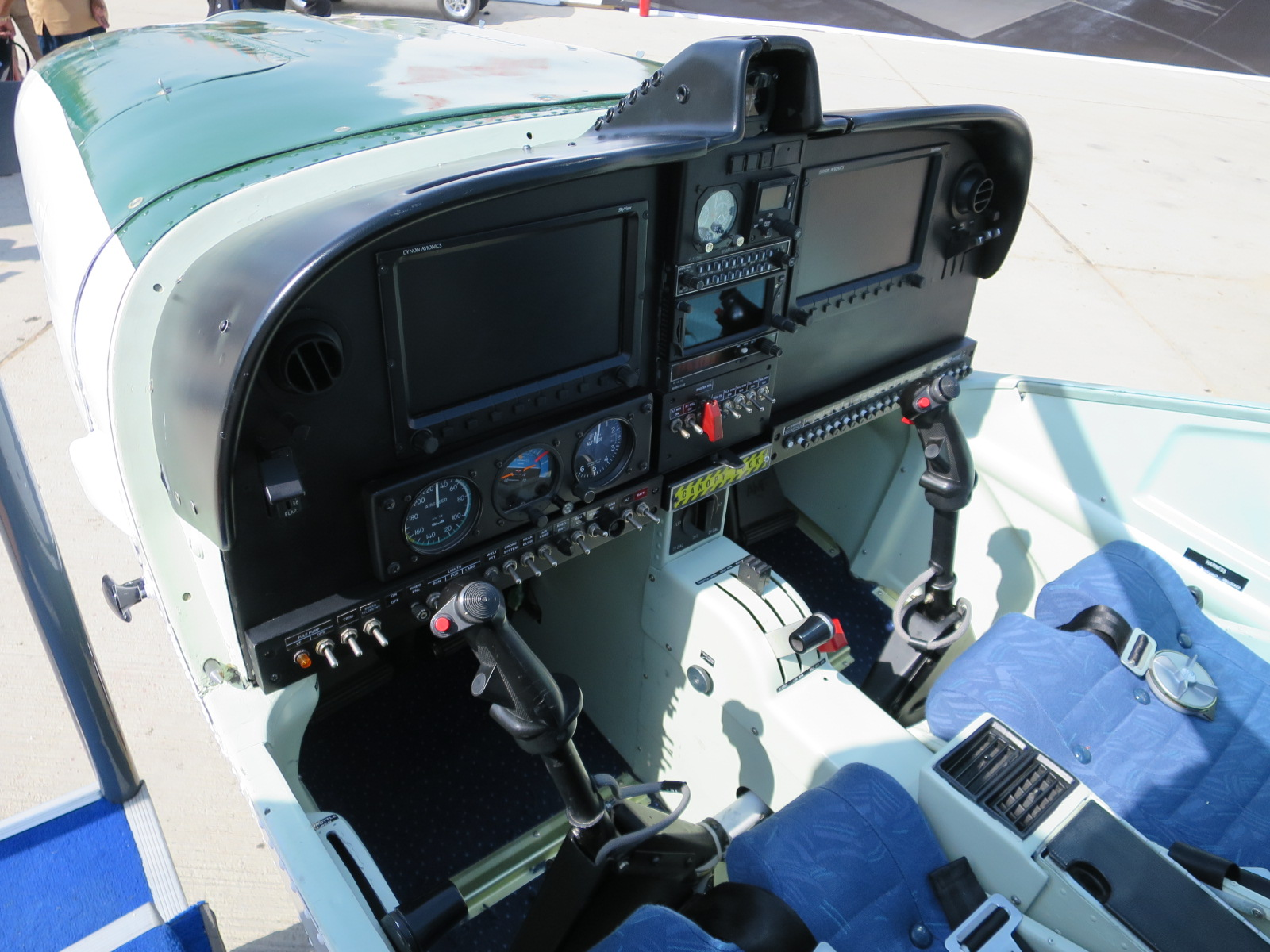
قمرة قيادة طائرة سوبر مششك في معرض دبي للطيران 2017

طُوِّرت طائرات MFI-15 سفاري وMFI-17 سبورتر من تعديل شركة ساب لطائرة MFI-9 جونيور لتكون طائرة تدريب أساسية للمشغلين المدنيين والعسكريين. في عام 1968، بدأت شركة ساب العمل على طراز MFI-15 استنادًا إلى طائرة MFI-9 مع بعض التغييرات في التصميم. أبرز هذه التغييرات في نموذج MFI-15 الأولي من إنتاج ساب كان استخدام محرك مكبس من نوع ليكويمينغ-320 بقوة 120 كيلوواط (160 حصانًا). مثل MFI-9، احتفظت MFI-15 بالجناح المتوسط المثبت بالدعامات، المائل قليلاً للأمام، والقمرة ذات المفصل الخلفي، مما وفر رؤية شاملة جيدة للطيار. أُجري أول تحليق للنموذج الأولي في 11 يونيو 1969. أجريت اختبارات لاحقة أدت إلى استبدال المحرك بمحرك أكثر قوة من نوع IO-360، مع نقل الذيل الأفقي لمنع تعرضه للتلف من الأتربة المتطايرة. تم إجراء أول تحليق لهذا الإصدار المعدل في فبراير 1971.
بُيعت الطائرة تحت اسم MFI-15 سفاري، وكانت معظم النسخ موجهة للعملاء المدنيين، إلا أن سيراليون والنرويج استلمتا طائرات سفاري لاستخدامها في تدريب الطيارين العسكريين. لتحسين جاذبية طائرة سفاري في السوق العسكرية، طورت ساب طراز MFI-17 سبورتر، المزود بست نقاط تعليق تحت الأجنحة لتحميل أسلحة خفيفة وأسلحة تدريبية، ما أتاح لها القيام بمهمات التدريب على الأسلحة والمهام الخفيفة لمكافحة التمرد (COIN). كان أول تحليق للسبورتر في 6 يوليو 1972. من أهم المستخدمين العسكريين الدنمارك وزامبيا. توقفت الإنتاجات في أواخر السبعينيات بعد بناء نحو 250 طائرة سفاري وسبورتر، معظمها للعملاء المدنيين.
استلمت باكستان 18 طائرة من طراز سبورتر، في حين قامت شركة باكستان لصناعة الطيران (PAC) بتجميع 92 طائرة محليًا من مجموعات تفكيك، وبنت 149 طائرة أخرى محليًا. يُطلق عليها في الخدمة الباكستانية اسم "مششك" (بمعنى "الكفء"). في عام 1981، حصلت باكستان على حقوق التصنيع الحصرية لطراز السبورتر. بدأ تطوير طراز MFI-395 عام 1995 بقيادة المدير العام السابق لشركة AMF، قائد الطيران محمد يونس. بُنيت الطائرة عن طريق ترقية طراز MFI-17 بمحرك متقدم بقوة 260 حصانًا، وأجهزة كهربائية حديثة، ونظامي تحكم طيران مزدوجين، ونظام حقن وقود Bendix RSA.
حتى عام 2022، كان هناك 477 طائرة من طرازات MFI-15 وMFI-17 وMFI-395 مستخدمة، مما يجعلها من أكثر طائرات التدريب انتشارًا في العالم.النص هنا.